# 玉川駅 (岩手県)
玉川駅（たまがわえき）は、岩手県九戸郡洋野町にある、東日本旅客鉄道（JR東日本）八戸線の駅である。

## 歴史
- 1954年（昭和29年）8月5日：日本国有鉄道の駅として開業[2]。
- 1987年（昭和62年）4月1日：国鉄分割民営化により、JR東日本の駅となる[2]。
- 2011年（平成23年）3月11日：東北地方太平洋沖地震とこれにより発生した大津波により全線で不通。
- 2012年（平成24年）3月17日：運転再開。
- 2022年（令和4年）4月1日：久慈駅長廃止に伴い、八戸駅長管理下となる。
- 2024年（令和6年）10月1日：えきねっとQチケのサービスを開始[1][3]。

## 駅構造
単式ホーム1面1線を有する地上駅である。八戸駅管理の無人駅である。なお、2022年（令和4年）4月1日までは久慈駅長管理下の無人駅であった。また、ホームには、待合室があるだけである。

## 駅周辺
- 岩手県道247号角ノ浜玉川線
- 国道45号（種市バイパス）

## 隣の駅
東日本旅客鉄道（JR東日本）
■八戸線
種市駅 - 玉川駅 - 宿戸駅

### 「たまがわ」と読む他の駅
- 多摩川駅 - 東急東横線・目黒線・東急多摩川線の駅
- 玉川駅 (大阪府) - Osaka Metro千日前線の駅